# Ковях, Николай Алексеевич
Николай Алексеевич Ковях (род. 16 августа 1976) — российский самбист и дзюдоист, призёр чемпионата России по дзюдо, чемпион России по самбо, чемпион и призёр чемпионатов мира по самбо, обладатель Кубка мира по самбо, Заслуженный мастер спорта России по самбо (2005). Старший тренер Тульской региональной общественной организации «Федерация САМБО», тренер спортивной школы олимпийского резерва «Юность».

## Спортивные результаты
- Чемпионат России по дзюдо 1997 года — ;
- Гран-при Рима по дзюдо 1998 года — ;
- Чемпионат России по самбо 1998 года — ;
- Кубок России по самбо 2000 года — ;
- Чемпионат России по самбо 2001 года — ;
- Чемпионат России по самбо 2002 года — ;
- Кубок России по самбо 2003 года — ;
- Чемпионат России по самбо 2004 года — ;
- Международный турнир на призы Асламбека Аслаханова 2004 года — ;
- Чемпионат России по самбо 2005 года — ;
- Чемпионат МВД России по самбо 2007 года — [2];